# Supercoupe de Roumanie de football
La Supercoupe de Roumanie de football (en roumain : Supercupa României) est une compétition de football créée en 1994 opposant le champion de Roumanie au vainqueur de la coupe de Roumanie, disputée en un match unique.

## Palmarès
Lorsqu'un club réalise le doublé Coupe-Championnat, la compétition n'est pas disputée.
| Année | Vainqueur                                                  | Score                                                      | Finaliste                                                  |
| 1994  | FC Steaua Bucarest                                         | 1 - 0 b.e.o.                                               | CF Gloria Bistrița                                         |
| 1995  | FC Steaua Bucarest                                         | 2 - 0                                                      | FC Petrolul Ploiești                                       |
| 1996  | Le FC Steaua Bucarest réalise le doublé Coupe-Championnat. | Le FC Steaua Bucarest réalise le doublé Coupe-Championnat. | Le FC Steaua Bucarest réalise le doublé Coupe-Championnat. |
| 1997  | Le FC Steaua Bucarest réalise le doublé Coupe-Championnat. | Le FC Steaua Bucarest réalise le doublé Coupe-Championnat. | Le FC Steaua Bucarest réalise le doublé Coupe-Championnat. |
| 1998  | FC Steaua Bucarest                                         | 4 - 0                                                      | FC Rapid Bucarest                                          |
| 1999  | FC Rapid Bucarest                                          | 5 - 0                                                      | FC Steaua Bucarest                                         |
| 2000  | Le FC Dinamo Bucarest réalise le doublé Coupe-Championnat. | Le FC Dinamo Bucarest réalise le doublé Coupe-Championnat. | Le FC Dinamo Bucarest réalise le doublé Coupe-Championnat. |
| 2001  | FC Steaua Bucarest                                         | 2 - 1                                                      | FC Dinamo Bucarest                                         |
| 2002  | FC Rapid Bucarest                                          | 2 - 1                                                      | FC Dinamo Bucarest                                         |
| 2003  | FC Rapid Bucarest                                          | 0 - 0 (2 - 1 tab)                                          | FC Dinamo Bucarest                                         |
| 2004  | Le FC Dinamo Bucarest réalise le doublé Coupe-Championnat. | Le FC Dinamo Bucarest réalise le doublé Coupe-Championnat. | Le FC Dinamo Bucarest réalise le doublé Coupe-Championnat. |
| 2005  | FC Dinamo Bucarest                                         | 3 - 2                                                      | FC Steaua Bucarest                                         |
| 2006  | FC Steaua Bucarest                                         | 1 - 0                                                      | FC Rapid Bucarest                                          |
| 2007  | FC Rapid Bucarest                                          | 1 - 1 (6 - 5 tab)                                          | FC Dinamo Bucarest                                         |
| 2008  | Le CFR Cluj réalise le doublé Coupe-Championnat.           | Le CFR Cluj réalise le doublé Coupe-Championnat.           | Le CFR Cluj réalise le doublé Coupe-Championnat.           |
| 2009  | CFR Cluj                                                   | 1 - 1 (3 - 2 tab)                                          | FC Unirea Urziceni                                         |
| 2010  | CFR Cluj                                                   | 2 - 2 (2 - 0 tab)                                          | FC Unirea Urziceni                                         |
| 2011  | FC Oțelul Galați                                           | 1 - 0                                                      | FC Steaua Bucarest                                         |
| 2012  | FC Dinamo Bucarest                                         | 2 - 2 (4 - 2 tab)                                          | CFR Cluj                                                   |
| 2013  | FC Steaua Bucarest                                         | 3 - 0                                                      | FC Petrolul Ploiești                                       |
| 2014  | Astra Giurgiu                                              | 1 - 1 (5 - 3 tab)                                          | FC Dinamo Bucarest                                         |
| 2015  | ASA Târgu Mureș                                            | 1 - 0                                                      | FC Steaua Bucarest                                         |
| 2016  | Astra Giurgiu                                              | 1 - 0                                                      | CFR Cluj                                                   |
| 2017  | FC Voluntari                                               | 1 - 0                                                      | FC Viitorul Constanța                                      |
| 2018  | CFR Cluj                                                   | 1 - 0                                                      | Universitatea Craiova                                      |
| 2019  | FC Viitorul Constanța                                      | 1 - 0                                                      | CFR Cluj                                                   |
| 2020  | CFR Cluj                                                   | 0 - 0 (4 - 1 tab)                                          | FCSB                                                       |
| 2021  | Universitatea Craiova                                      | 0 - 0(4 - 2 tab)                                           | CFR Cluj                                                   |
| 2022  | Sepsi Sfântu Gheorghe                                      | 2 - 1                                                      | CFR Cluj                                                   |
| 2023  | Sepsi Sfântu Gheorghe                                      | 1 - 0                                                      | Farul Constanța                                            |
| 2024  | FC Steaua Bucarest                                         | 3 - 0                                                      | Corvinul Hunedoara                                         |

## Bilan par club
| Club                  | Nombre de titres | Année(s)                                 |
| FC Steaua Bucarest    | 7                | 1994, 1995, 1998, 2001, 2006, 2013, 2024 |
| FC Rapid Bucarest     | 4                | 1999, 2002, 2003, 2007                   |
| CFR Cluj              | 4                | 2009, 2010, 2018, 2020                   |
| FC Dinamo Bucarest    | 2                | 2005, 2012                               |
| Astra Giurgiu         | 2                | 2014, 2016                               |
| Sepsi Sfântu Gheorghe | 2                | 2022, 2023                               |
| FC Oțelul Galați      | 1                | 2011                                     |
| ASA Târgu Mureș       | 1                | 2015                                     |
| FC Voluntari          | 1                | 2017                                     |
| FC Viitorul Constanța | 1                | 2019                                     |
| Universitatea Craiova | 1                | 2021                                     |